# Lanariaceae
Las lanariáceas (nombre científico Lanariaceae) son una familia de plantas del sur de Sudáfrica con los caracteres más o menos típicos de las monocotiledóneas, que pueden ser reconocidas por sus inflorescencias cortamente ramificadas cubiertas de pelos dendríticos, y sus flores de simetría radial con tépalos a medio connar. La familia fue reconocida por sistemas de clasificación modernos como el sistema de clasificación APG II del 2003 y el APWeb (2001 en adelante), en los cuales posee un único género, Lanaria, con una única especie, Lanaria lanata.

## Filogenia
Hypoxidaceae es una familia que tradicionalmente había sido ubicada en Amaryllidaceae. Lanariaceae en el pasado fue considerado un miembro de Haemodoraceae (Hutchinson 1967) o Tecophilaeaceae (Dahlgren et al. 1985). Estas dos familias junto con Asteliaceae, Blandfordiaceae y probablemente también Boryaceae forman un clado, y salvo por la ubicación de Boryaceae, las otras 4 tienen buen apoyo como clado en los análisis moleculares. Una sinapomorfía potencial para estas familias es la estructura del óvulo: al menos Asteliaceae, Blandfordiaceae, Lanariaceae e Hypoxidaceae poseen una constricción chalazal y una cofia nucelar ("nucellar cap"). Una sinapomorfía potencial para estas familias es la estructura del óvulo: al menos Asteliaceae, Blandfordiaceae, Lanariaceae e Hypoxidaceae poseen una constricción chalazal y una cofia nucelar ("nucellar cap"). Soltis et al. (2005), dejando afuera del clado a Boryaceae, sugirieron que estas familias se fusionarán en un Hypoxidaceae sensu lato.

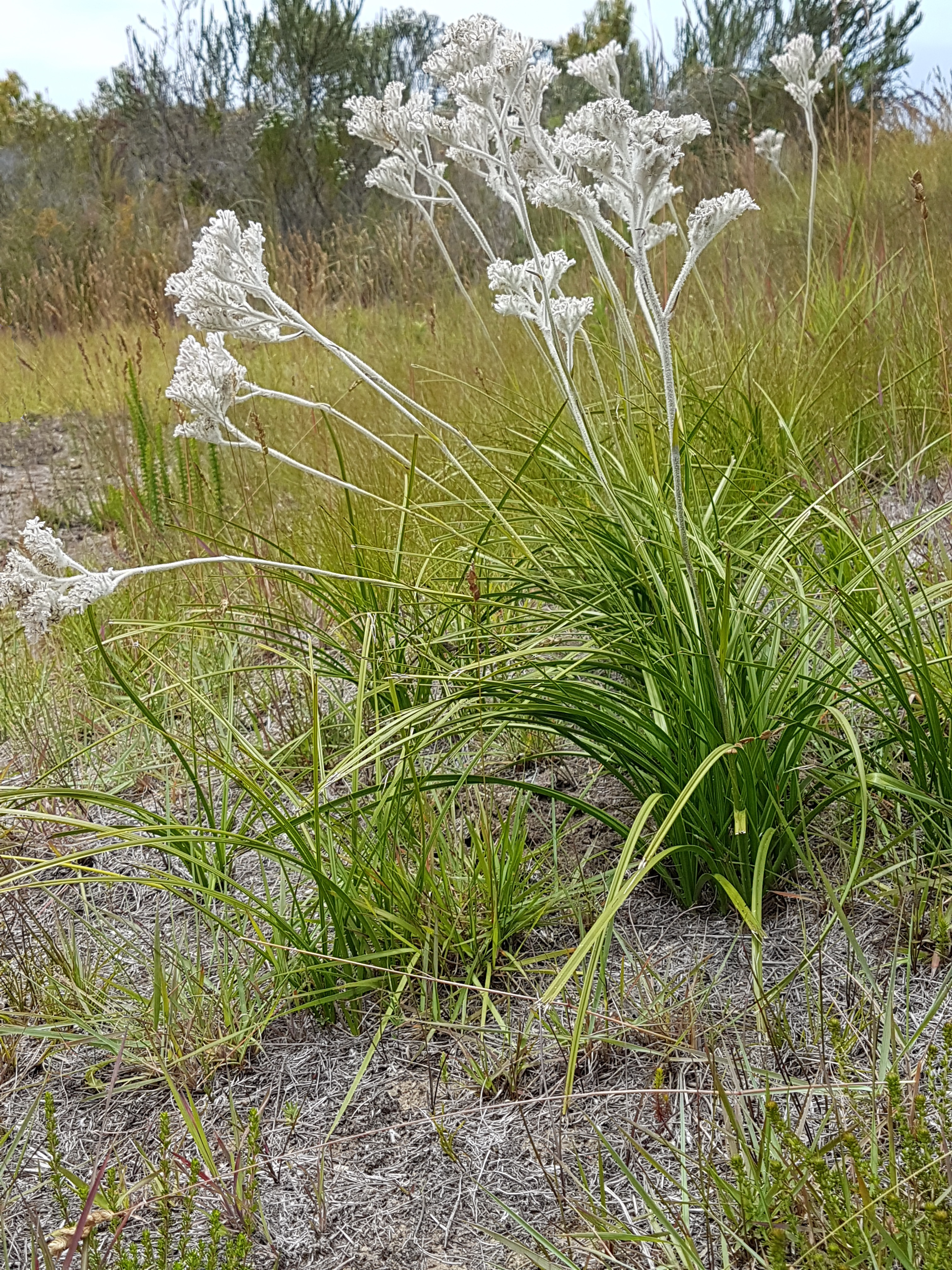
Hábito

Dentro de este clado, Asteliaceae + Hypoxidaceae + Lanariaceae forman a su vez un clado con apoyo del 100 % de bootstrap. La morfología también provee algún apoyo para estas relaciones: Asteliaceae e Hypoxidaceae forman rosetas cubiertas con pelos multicelulares ramificados (también Lanariaceae posee pelos multicelulares), y poseen canales radiculares llenos de mucílago (este último carácter también presente en Lanariaceae), pero Blandfordia (único género de Blandfordiaceae) no comparte estos caracteres. Además, este clado posee estomas paracíticos, la lámina de la hoja con un nervio principal distintivo, quizás el gineceo más o menos ínfero, y una micropila biestomal. Asteliaceae + Hypoxidaceae poseen flavonoles, endosperma de paredes delgadas, cotiledón no fotosintético, y la lígula larga.

## Taxonomía
El género y la especie, conjuntamente con su publicación válida, distribución y hábito se listan a continuación (Royal Botanic Gardens, Kew):
- Lanaria Aiton, Hort. Kew. 1: 462 (1789), nom. cons. Provincia del Cabo. 1 especie:
  - Lanaria lanata (L.) T.Durand & Schinz, Consp. Fl. Afric. 5: 239 (1894). Provincia del Cabo.
  - Sinonimia:
- Lanaria plumosa Aiton, Hort. Kew. 1: 462 (1789).
- Hyacinthus lanatus L. (1753)[6]